# Арфеј (Ендр)
Арфеј (фр. Arpheuilles) насеље је и општина у централној Француској у региону Центар (регион), у департману Ендр која припада префектури Шаторо.
По подацима из 2011. године у општини је живело 237 становника, а густина насељености је износила 10,54 становника/km². Општина се простире на површини од 22,49 km². Налази се на средњој надморској висини од 111 метар (максималној 143 m, а минималној 93 m).

## Демографија
| 1962. | 1968. | 1975. | 1982. | 1990. | 1999. | 2011. |
| ----- | ----- | ----- | ----- | ----- | ----- | ----- |
| 429   | 478   | 405   | 287   | 273   | 253   | 237   |

График промене броја становника у току последњих година